# 日本機能言語学会
日本機能言語学会（にほんきのうげんごがっかい、英: Japan Association of Systemic Functional Linguistics）は、言語の機能に関する研究推進・研究者相互連絡を目的として、1993年に設立された学会。

## 概要
1993年の夏にカナダのビクトリア大学で開催されたInternational Systemic Functional Congressに参加した日本人が発起人となり、発足。初代会長は筧壽雄（神戸大学名誉教授）。言語を機能的に捉える研究者を対象としているが、特にM.A.K. Hallidayを中心として進められている、選択体系機能言語学を理論的な背景とする研究者が中心となっている。International Systemic Funcitonal Linguistics Associationの日本支部という位置づけがされており、日本機能言語学会会長は国際委員会の委員を兼ねている。現在の会員数は約100名。

## 事業
春期例会（原則毎年春）、全国大会（毎年10月初旬の土日）、学会誌の発行。2006年には学会の委員が中心となって『ことばは生きている』（くろしお出版）を出版している。

## 学会誌
『機能言語学研究』（隔年発行）、Proceedings of JASFL （毎年発行）。日本語または英語で論文を受け付けている。